# Gołębiew Stary
Gołębiew Stary – wieś w Polsce położona w województwie łódzkim, w powiecie kutnowskim, w gminie Kutno.
W latach 1954–1968 wieś należała i była siedzibą władz gromady Gołębiew Stary, po jej zniesieniu w gromadzie Kutno-Wschód. W latach 1975–1998 miejscowość administracyjnie należała do województwa płockiego.
Zobacz też: Gołębiew Nowy